# Zebop!
Zebop! è un album dei Santana del 1981 che è arrivato in terza posizione in Norvegia ed in nona posizione nella Billboard 200 ed in Svezia. Ha avuto diverse versioni e diversi sfondi di copertina, tra cui il rosso e il rosa. Contiene il brano "Winning", uno degli ultimi significativi successi dei Santana fino alla pubblicazione di Supernatural nel 1999.

## Tracce
1. Changes (Cat Stevens) - 4.27
2. E Papa Re (Santana, Baker, Margen, Vilatò, Ligertwood) - 4.32
3. Primera Invasion (Lear, Margen, Pasqua, Santana) - 2:08
4. Searchin' (Ligertwood, Santana, Solberg) - 3:54
5. Over and Over (Meyeres) - 4:46
6. Winning (Russ Ballard) - 3:28
7. Tales of Kilimanjaro (Pasqua, Peraza, Rekow, Santana) - 3:24
8. The Sensitive Kind (JJ Cale) - 3:32
9. American Gypsy (Ballard, Lear, Ligertwood) - 3:39
10. I Love You Much Too Much (Olshanetsky, Raye, Towber) - 4:43
11. Brightest Star (Ligertwood, Santana) - 4:49
12. Hannibal (Ligertwood, Pasqua, Rekow, Santana) - 3:41